# Brian Castaño
Brian Castaño est un boxeur argentin né le 12 septembre 1989 à Isidro Casanova.

## Carrière
Passé professionnel en 2012, il devient champion du monde des poids super-welters WBO le 13 février 2021 après sa victoire aux points contre Patrick Teixeira. Castaño conserve son titre le 17 juillet suivant en faisant match nul contre le champion WBA, IBF et WBC de la catégorie, Jermell Charlo, puis s'incline lors du combat revanche le 14 mai 2022.